# Osbornulus quadrifasciatus
Osbornulus quadrifasciatus är en insektsart som först beskrevs av Henry Fairfield Osborn 1928.  Osbornulus quadrifasciatus ingår i släktet Osbornulus och familjen dvärgstritar. Inga underarter finns listade i Catalogue of Life.